# Lavaca, Arkansas
Lavaca là một thành phố thuộc quận Sebastian, tiểu bang Arkansas, Hoa Kỳ. Năm 2010, dân số của thành phố này là 2289 người.

## Dân số
- Dân số năm 2000: 1825 người.
- Dân số năm 2010: 2289 người.